# Max Eastman
Max Forrester Eastman  (4 de janeiro de 1883 – 25 de março de 1969) foi um escritor, poeta e proeminente socialista estadunidense. Por muitos anos, foi  patrono do movimento cultural Renascimento do Harlem e defendeu diversas causas liberais e radicais. Em 1917, com sua irmã Cristal Eastman, ele cofundou a revista radical The Liberator. Posteriormente, nos anos 1920, seus pontos de vista mudaram, e ele se tornou um defensor da economia de mercado,  anticomunista e, por algum tempo, macartista, mantendo-se, todavia ateu, e pensador independente.

## Biografia
Em 1913, tornou-se editor de um dos periódicos socialistas da América, The Masses, uma revista que combinava filosofia com as artes. Seus colaboradores incluíram Sherwood Anderson, Louise Bryant, Floyd Dell, Amy Lowell, John Reed. No mesmo ano, Eastman publicou o livro Prazer da Poesia'. Durante este período, ele também se tornou um defensor notável do amor livre e do controle de natalidade.
Em 1917 Eastman arrecadou dinheiro para enviar o socialista John Reed para a Rússia. Sua revista publicou artigos de Reed enviados da Rússia, e que mais tarde foram utilizados na obra Dez dias que abalaram o mundo, descrevendo a versão de Reed da Revolução Bolchevique.

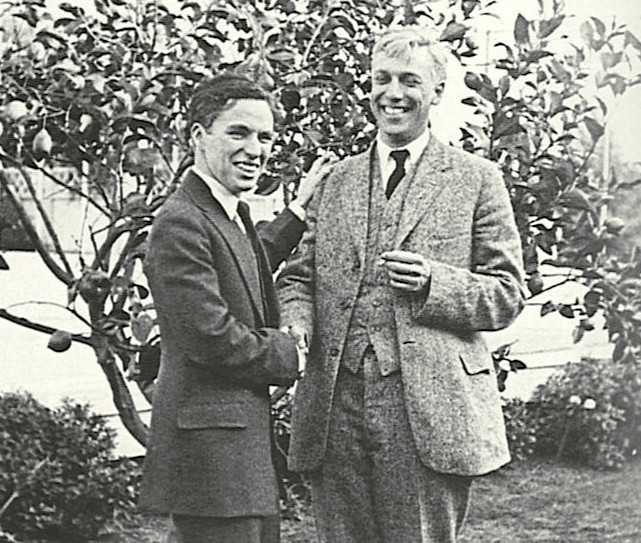
Charlie Chaplin e Max Eastman em Hollywood (1919).

Em 1919, Eastman criou uma publicação semelhante intitulada The Liberator, mas em 1922, depois de contínuos problemas financeiros, a revista foi assumida pelo Workers Party of America. No mesmo ano Eastman embarcou para a União Soviética para acompanhar a promulgação soviética do marxismo. Ele permaneceu por um ano e nove meses, observando-se as lutas de poder entre Leon Trotsky e Joseph Stalin. Depois de assistir o Congresso do Partido de maio de 1924, ele deixou a Rússia em junho, permanecendo porém na Europa por outro três anos.
Ao retornar aos Estados Unidos em 1927, Eastman publicou várias obras críticas em relação ao sistema stalinista, sendo a primeira delas "Since Lenin Died", escrita em 1925. Nesse ensaio, ele descreveu o testamento de Lenin, uma cópia do qual Eastman tinha contrabandeado para fora da Rússia. No testamento Lenin propôs mudanças na estrutura do governo soviético, criticando os principais membros da liderança soviética, e sugerindo que Joseph Stalin fosse removido de seu cargo de secretário-geral do Partido Comunista Soviético. A liderança soviética denunciou o livro de Eastman e usou a disciplina do partido para forçar Trotsky, então ainda um membro do Politburo, a escrever um artigo negando a versão dos eventos publicada por Eastman. Em outros ensaios, Eastman descreve as condições dos artistas e ativistas políticos na Rússia. Tais ensaios tornaram Eastman impopular com os esquerdistas americanos da época. Nos últimos anos, no entanto, seus escritos sobre o assunto foram citados por muitos, tanto à esquerda e à direita, como retratos sóbrios e realistas do sistema soviético.
A visão de Eastman da União Soviética foi drasticamente alterada por suas experiências lá e por estudos posteriores, o seu compromisso com as idéias políticas de esquerda foi mudando com o passar do tempo. Durante sua estadia na União Soviética, Eastman fez amizade com Trotsky. Tendo dominado o idioma russo em pouco mais de um ano, Eastman traduzido várias obras de Trotsky em inglês, incluindo os três volumes monumentais da The History of the Russian Revolution, bem como obras do poeta Alexander Pushkin, incluindo The Gabrieliad.

## Avaliação de obras literárias
Eastman foi um escritor prolífico publicando mais de vinte livros sobre temas tão diversos como o método científico, humor, psicologia freudiana e cultura soviética, bem como memórias e lembranças de suas amizades. Seus retratos biográficos tem sido chamados de "brilhantes" e seu estudo psicológico do jovem Leon Trotsky de "pioneiro", pelo historiador John Patrick Diggins.

## Representação em outras mídias
Edward Herrmann retratou Eastman no filme Reds (1981), estrelado por Warren Beatty, que foi baseado na vida de John Reed.
Ele também foi retratado pelo ator Mark Pellegrino no filme para TV Hemingway & Gellhorn (2012), dirigido por Philip Kaufman.

## Artigos
- Enjoyment of Poetry, 1913.
- Child of the Amazons, and other Poems, 1913.
- Journalism Versus Art, 1916.
- Colors of life; poems and songs and sonnets, 1918.
- The Sense of Humor, 1921.
- Leon Trotsky: The Portrait of a Youth, 1925.
- Since Lenin Died, 1925.
- Marx and Lenin: The Science of Revolution, 1927.[4]
- The Literary Mind: Its Place in an Age of Science, 1931.
- Artists in Uniform, 1934.
- Art and the Life of Action, 1934.
- The last stand of dialectic materialism: a study of Sidney Hook's Marxism. New York: 1934.
- Enjoyment of Laughter, 1936.
- The end of Socialism in Russia, 1937.[1]
- Stalin's Russia and the Crisis in Socialism, 1939.
- Marxism: Is It a Science?, 1940.
- Heroes I Have Known, 1942.
- Enjoyment of Living, 1948.
- Reflections on the Failure of Socialism, 1955.
- Great Companions: Critical Memoirs of Some Famous Friends, 1959.
- Love and Revolution: My Journey Through an Epoch, 1964.
- Seven Kinds of Goodness, 1967.